# Marcel Bozzuffi
Marcel Bozzuffi, egentligen Marcel Louis Édouard Bozzuffi, född 28 oktober 1928 i Rennes, död 1 februari 1988 i Paris, var en fransk skådespelare.
Han sysslade även med dubbning. Bland annat som röster till skådespelarna Charles Bronson och Paul Newman.

## Privatliv
Han var gift med skådespelerskan Françoise Fabian från 1963 till sin död 1988.

## Filmografi (i urval)
- 1955 – Hett om öronen
- 1955 – Narkotikarazzia
- 1957 – Våldets väg
- 1961 – Tintin i piraternas våld - Angorapoulos
- 1977 – Man kallade honom sheriffen - "kaptenen"
- 1980 – The Smuggler